# Distretto di Brusyliv
Il distretto di Brusyliv (in ucraino Брусилівський район?, Brusylivs'kyj rajon) era un distretto dell'Ucraina, situato nell'oblast' di Žytomyr. Il suo capoluogo era Brusyliv. È stato soppresso in seguito alla riforma amministrativa del 2020.